# Медковець
Медко́вець (болг. Медковец) — село в Монтанській області Болгарії. Адміністративний центр общини Медковець.

## Населення
За даними перепису населення 2011 року у селі проживали 1812 осіб.
Національний склад населення села:
| Національність   | Кількість осіб | Відсоток |
| ---------------- | -------------- | -------- |
| болгари          | 1425           | 79,0%    |
| цигани           | 373            | 20,7%    |
| не визначились   | 4              | 0,2%     |
| Всього відповіли | 1803           |          |

Розподіл населення за віком у 2011 році:
Динаміка населення: